# فابیو پیزاکان
فابیو پیزاکان (انگلیسی: Fabio Pisacane؛ زادهٔ ۲۸ ژانویهٔ ۱۹۸۶) بازیکن فوتبال اهل ایتالیا است.
از باشگاه‌هایی که در آن بازی کرده‌است می‌توان به باشگاه فوتبال کیه‌وو ورونا، باشگاه فوتبال کرمونزه، باشگاه فوتبال ویرتوس لانچانو، باشگاه فوتبال آنکونا، باشگاه فوتبال کالیاری، باشگاه فوتبال آ. ث. لومتزانه، باشگاه فوتبال جنوآ، باشگاه فوتبال آولینو، و باشگاه فوتبال ترنانا اشاره کرد.
وی همچنین در تیم ملی فوتبال Italy U20 "C" بازی کرده‌است.